# Oekraïne op de Olympische Zomerspelen 2004
Oekraïne nam deel aan de Olympische Zomerspelen 2004 in Athene, Griekenland. Het land deed voor de derde keer mee en ten opzichte van de eerdere deelnames won het een medaille minder; 22 stuks in totaal.

## Medailleoverzicht
| Sport         | Olympiër | Discipline               | Medaille |
| ------------- | --- | ------------------------ | -------- |
| Gewichtheffen | Natalija Skakoen | -63kg (v)                | Goud     |
| Gymnastiek    | Valeri Gontsjarov | brug (m)                 | Goud     |
| Gymnastiek    | Joeri Nikitin | trampoline (m)           | Goud     |
| Schietsport   | Olena Kostevytsj | 10m luchtpistool (v)     | Goud     |
| Worstelen     | Elbroes Tedejev | -66kg vrije stijl (m)    | Goud     |
| Worstelen     | Irini Merleni | -48kg vrije stijl (v)    | Goud     |
| Zwemmen       | Jana Klotsjkova | 200m wisselslag (v)      | Goud     |
| Zwemmen       | Jana Klotsjkova | 400m wisselslag (v)      | Goud     |
| Atletiek      | Olena Krasovska | 100m horden (v)          | Zilver   |
| Gewichtheffen | Igor Razoronov | +105kg (m)               | Zilver   |
| Judo          | Roman Hontjoek | -81kg (m)                | Zilver   |
| Zeilen        | George Leontsjoek Rodion Loeka | 49er (m)                 | Zilver   |
| Zeilen        | Hanna Kalinina Svitlana Matevoesjeva Roeslana Taran | yngling klasse (v)       | Zilver   |
| Atletiek      | Tetjana Teresjtsjoek-Antipova | 400m horden (v)          | Brons    |
| Atletiek      | Vita Stopina | hoogspringen (v)         | Brons    |
| Boogschieten  | Dmytro Hratsjov Viktor Roeban Oleksandr Serdjoek | team (m)                 | Brons    |
| Gymnastiek    | Anna Bezsonova | individuele meerkamp (v) | Brons    |
| Handbal       | Anastasiia Pidpalova Nataliya Borysenko Ganna Burmystrova Iryna Honcharova Nataliya Lyapina Galyna Markushevska Olena Radchenko Oxana Rayhel Lyudmyla Shevchenko Tetyana Shynkarenko Ganna Siukalo Olena Tsyhytsia Maryna Vergelyuk Olena Yatsenko Larysa Zaspa | vrouwen                  | Brons    |
| Kanovaren     | Hanna Balabanova Olena Cherevatova Inna Osypenko Tetjana Semykina | K-4 500m (v)             | Brons    |
| Roeien        | Sergej Biloesjtsjenko Sergej Grin Oleg Lykov Leonid Sjaposjnikov | dubbel-vier (m)          | Brons    |
| Schermen      | Vladislav Tretjak | sabel (m)                | Brons    |
| Zwemmen       | Andrij Serdinov | 100m vlinderslag (m)     | Brons    |

Joeri Bilonoh won aanvankelijk goud bij het kogelstoten maar werd na afloop van de Spelen betrapt op het gebruik van doping en moest zijn medaille inleveren. In later stadium werd ook het kwartet roeisters Yana Dementyeva, Tetyana Kolesnikova, Olena Morozova, Olena Olefirenko (brons in de dubbel-vier) hun medaille ontnomen (wegens doping gebruik door Olefirenko).

## Deelnemers en resultaten

### Atletiek
| Olympiër                                                                 | Discipline               | Resultaat | Prestatie |
| ------------------------------------------------------------------------ | ------------------------ | --------- | --- |
| Ivan Hesjko                                                              | 800m (m)                 | 15e       | serie 6: 2de in 1.45,92 halve finale 1: 4de in 1.46,66 |
| Ivan Hesjko                                                              | 1500m (m)                | 5e        | serie 3: 3de in 3.37,78 halve finale 1: 5de in 3.36,20 finale: 5de in 3.35,82 |
| Sergej Lebid                                                             | 5000m (m)                | 35e       | serie 1: 17de in 14.10,23 |
| Sergej Demidjoek                                                         | 110m horden (m)          | 39e       | serie 3: 6de in 13,80. |
| Vadym Slobodenjoek                                                       | 3000m steeplechase (m)   | 18e       | serie 2: 8ste in 8.24,84 |
| Volodymyr Demchenko Jevgeni Zjoekov Mihajlo Knysj Andrei Tverdostoep     | 4x400m (m)               | 11e       | serie 2: 6de in 3.04,01 |
| Dmytro Baranovsky                                                        | marathon (m)             | DNF       | niet gefinisht |
| Oleksiy Loekasjevitsj                                                    | verspringen (m)          | DNS       | kwalificatie groep B: niet gestart |
| Volodymyr Zjoeskov                                                       | verspringen (m)          | 18e       | kwalificatie groep A: 10de met 7,88m |
| Viktor Jastrebov                                                         | hink-stap-springen (m)   | 20e       | kwalificatie groep B: 12de met 16,43m |
| Mykola Savolanen                                                         | hink-stap-springen (m)   | 23e       | kwalificatie groep A: 16de met 16,56m |
| Andrei Sokolovsky                                                        | hoogspringen (m)         | 5e        | kwalificatie groep A: 3de met 2,28m finale: 5de met 2,32m |
| Roeslan Jeremenko                                                        | polsstokspringen (m)     | 13e       | kwalificatie groep A: 3de met 5,70m finale: 13de met 5,55m |
| Denys Joertsjenko                                                        | polsstokspringen (m)     | 9e        | kwalificatie groep B: 5de met 5,70m finale: 9de met 5,65m |
| Oleksandr Kortsjmid                                                      | polsstokspringen (m)     | 16e       | kwalificatie groep B: 8ste met 5,70m finale: 16de met 5,55m |
| Joeri Bilonoh                                                            | kogelstoten (m)          | DSQ*      | kwalificatie groep A: 3de met 20,61m finale: 1ste met 21,16m |
| Roman Virastjoek                                                         | kogelstoten (m)          | 35e       | kwalificatie groep A: 17de met 18,52m |
| Oleksandr Krykoen                                                        | kogelslingeren (m)       | 19e       | kwalificatie groep A: 9de met 75,42m |
| Vladyslav Piskoenov                                                      | kogelslingeren (m)       | DNF       | kwalificatie groep A: geen geldige poging |
| Artem Roebanko                                                           | kogelslingeren (m)       | 20e       | kwalificatie groep B: 11de met 75,08m |
|                                                                          |                          |           | |
| Zjanna Block                                                             | 100m (v)                 | 13e       | serie 6: 2de in 11,27 kwartfinale 2: 5de in 11,27 halve finale 2: 6de in 11,23 |
| Tetjana Tkalitsj                                                         | 100m (v)                 | 40e       | serie 5: 4de in 11,58 |
| Marina Majdanova                                                         | 200m (v)                 | 9e        | serie 4: 3de in 22,76 kwartfinale 3: 3de in 22,86 halve finale 1: 5de in 22,75 |
| Antonina Jefremova                                                       | 400m (v)                 | 20e       | serie 5: 3de in 51,53 halve finale 3: 6de in 51,90 |
| Tetjana Petljoek                                                         | 800m (v)                 | 10e       | serie 1: 3de in 2.02,07 halve finale 2: 3de in 1.59,48 |
| Iryna Lisjtsjynska                                                       | 1500m (v)                | DNF       | serie 2: niet gefinisht |
| Nelja Neporadna                                                          | 1500m (v)                | 27e       | serie 3: 9de in 4.08,60 |
| Natalija Sydorenko-Tobias                                                | 1500m (v)                | 14e       | serie 1: 2de in 4.06,06 halve finale 1: 6de in 4.07,55 |
| Natalja Berkoet                                                          | 10000m (v)               | DNF       | niet gefinisht |
| Olena Krasovska                                                          | 100m horden (v)          | Zilver    | serie 5: 3de in 12,84 halve finale 1: 3de in 12,58 finale: 2de in 12,45 |
| Tetjana Teresjtsjoek-Antipova                                            | 400m horden (v)          | Brons     | serie 1: 2de in 54,63 halve finale 2: 3de in 53,37 (NR) finale: 3de in 53,44 |
| Zjanna Block Tetjana Tkalitsj Marina Majdanova Irina Kozjemjakina        | 4x100m (v)               | 13e       | serie 1: 7de in 43,77 |
| Oleksandra Ryzhkova Oksana Iljoesjkina Antonina Jefremova Natalja Pyhyda | 4x400m (v)               | 13e       | serie 2: 7de in 3.38,62 |
| Vira Zozoelja]                                                           | 20km snelwandelen (v)    | 42e       | 1:38.45 |
| Olena Hovorova                                                           | hink-stap-springen (v)   | 10e       | kwalificatie groep A: 6de met 14,56m |
| Tetjana Sjtsjoerenko                                                     | hink-stap-springen (v)   | 30e       | kwalificatie groep B: 14de met 13,55m |
| Inha Babakova                                                            | hoogspringen (v)         | 9e        | kwalificatie groep A: 5de met 1,92m finale: 9de met 1,93m |
| Iryna Mychaltsjenko                                                      | hoogspringen (v)         | 5e        | kwalificatie groep B: 1ste met 1,95m finale: 5de met 1,96m |
| Vita Stopina                                                             | hoogspringen (v)         | Brons     | kwalificatie groep A: 1ste met 1,95m finale: 3de met 2,02m |
| Anzjela Balachonova                                                      | polsstokhoogspringen (v) | 6e        | kwalificatie groep A: 5de met 4,40m finale: 6de met 4,40m |
| Oksana Zachartsjoek                                                      | kogelstoten (v)          | 20e       | kwalificatie groep B: 11de met 17,28m |
| Olena Antonova                                                           | discuswerpen (v)         | 4e        | kwalificatie groep B: 1ste met 64,20m finale: 4de met 65,75m |
| Natalja Fokina                                                           | discuswerpen (v)         | 24e       | kwalificatie groep A: 12de met 58,28m |
| Tetjana Lyachovytsj                                                      | speerwerpen (v)          | 8e        | kwalificatie groep A: 2de met 63,07m (NR) finale: 8ste met 61,75m |
| Iryna Sekatsjova                                                         | kogelslingeren (v)       | 8e        | kwalificatie groep A: 2de met 71,63m finale: 8ste met 70,40m |
| Joelija Akoelenko                                                        | zevenkamp (v)            | 23e       | 100m horden: 29ste in 14,11 hoogspringen: 21ste met 1,73m kogelstoten: 17de met 13,15m 200m: 10de in 24,57 verspringen: 18de met 6,02m speerwerpen: 6de met 48,62m 800m: 25ste in 2.22,58 totaal: 5996 punten |
| Natalja Dobrynska                                                        | zevenkamp (v)            | 8e        | 100m horden: 23ste in 13,89 hoogspringen: 6de met 1,82m kogelstoten: 4de met 14,70m 200m: 20ste in 25,02 verspringen: 9de met 6,23m speerwerpen: 17de met 44,08m 800m: 15de in 2.17,01 totaal: 6255 punten    |

- betrapt op doping

### Boksen
| Olympiër          | Discipline | Resultaat | Prestatie |
| ----------------- | ---------- | --------- | --- |
| Maksym Tretjak    | -54kg (m)  | 5e        | 1ste ronde: W van DOM Mendez: 30-24 2de ronde: W van HUN Bedak: 27-24 kwartfinale: V van AZE Mammadov: 12-32                          |
| Volodymyr Kravets | -60kg (m)  | 17e       | 1ste ronde: V van PAK Shah: 17-21 |
| Viktor Poljakov   | -69kg (m)  | 5e        | 1ste ronde: W van AUS O'Mahony: 54-27 2de ronde: W van FRA Noel: 32-25 kwartfinale: V van KAZ Artayev: scheidsrechterlijke beslissing |
| Oleg Maskin       | -75kg (m)  | 5e        | 1ste ronde: W van RSA Motau: 25-22 2de ronde: W van GER Wilaschek: 34-24 kwartfinale: V van THA Suriya: 22-28                         |
| Andrij Fedstjoek  | -81kg (m)  | 9e        | 1ste ronde: W van IND Kumar: walk-over 2de ronde: V van CHN Lei: 9-17                                                                 |
| Oleksi Mazikin    | +91kg (m)  | 9e        | 1ste ronde: W van BLR Apanasionak: 23-5 kwartfinale: V van ITA Cammarelle: 21-23                                                      |

### Boogschieten
| Olympiër                                             | Discipline      | Resultaat | Prestatie |
| ---------------------------------------------------- | --------------- | --------- | --- |
| Dmytro Hratsjov                                      | individueel (m) | 24e       | plaatsingsronde: 6de met 671 punten 1ste ronde: W van EGY Youssef: 154-128 2de ronde: V van CHN Xue: 161-162                                                                                          |
| Viktor Roeban                                        | individueel (m) | 13e       | plaatsingsronde: 15de met 660 punten 1ste ronde: W van CAN Ohayon: 157-140 2de ronde: W van TPE Wang: 167-167 (9-8) 3de ronde: V van GBR Godfrey: 162-167                                             |
| Oleksandr Serdjoek                                   | individueel (m) | 15e       | plaatsingsronde: 25ste met 654 punten 1ste ronde: W van ESP López: 164-141 2de ronde: W van DEN Lind: 165-164 3de ronde: V van JPN Yamamoto: 160-168                                                  |
| Dmytro Hratsjov Viktor Roeban Oleksandr Serdjoek     | team (m)        | Brons     | plaatsingsronde: 4de met 1985 punten 1ste ronde: W van Griekenland: 234-225 kwartfinale: W van Japan: 242-236 halve finale: V van Zuid-Korea: 239-242 bronzen finale: W van Verenigde Staten: 237-235 |
|                                                      |                 |           | |
| Tetjana Berezjna                                     | individueel (v) | 18e       | plaatsingsronde: 14de met 640 punten 1ste ronde: W van GRE Vavatysi: 160-156 2de ronde: V van USA Nichols: 160-163                                                                                    |
| Natalija Boerdejna                                   | individueel (v) | 55e       | plaatsingsronde: 12de met 643 punten 1ste ronde: V van JPN Kitabatake: 129-137 |
| Kateryna Palecha                                     | individueel (v) | 33e       | plaatsingsronde: 59ste met 595 punten 1ste ronde: V van TPE Yuan: 158-162 |
| Tetjana Berezjna Natalija Boerdejna Kateryna Palecha | team (v)        | 6e        | plaatsingsronde: 10de met 1878 punten 1ste ronde: W van Turkije: 244-235 kwartfinale: V van China: 230-241                                                                                            |

### Gewichtheffen
| Olympiër                | Discipline | Resultaat | Prestatie                                                            |
| ----------------------- | ---------- | --------- | -------------------------------------------------------------------- |
| Anatoliy Mushyk         | -94kg (m)  | 8e        | trekken: 7de met 175kg stoten: 7de met 212,5kg totaal: 387,5kg       |
| Mykola Hordiychuk       | -105kg (m) | 10e       | trekken: 8ste met 185kg stoten: 13de met 210kg totaal: 395kg         |
| Ihor Razoronov          | -105kg (m) | Zilver    | trekken: 4de met 190kg stoten: 1ste met 230kg totaal: 420kg          |
| Oleksiy Kolokoltsev     | +105kg (m) | 5e        | trekken: 6de met 195kg stoten: 3de met 242,5kg totaal: 437,5kg       |
| Hennadiy Krasylnykov    | +105kg (m) | 4e        | trekken: 5de met 200kg stoten: 4de met 240kg totaal: 440kg           |
|                         |            |           |                                                                      |
| Nataliya Skakun         | -63kg (v)  | Goud      | trekken: 2de met 107,5kg stoten: 1ste met 135kg (OR) totaal: 242,5kg |
| Vanda Maslovska         | -69kg (v)  | 5e        | trekken: 5de met 110kg stoten: 4de met 135kg totaal: 245kg           |
| Olha Korobka            | +75kg (v)  | 7e        | trekken: 5de met 125kg stoten: 4de met 155kg totaal: 280kg           |
| Viktoriya Shaymardanova | +75kg (v)  | 5e        | trekken: 1ste met 130kg stoten: 8ste met 150kgg totaal: 280kg        |

### Gymnastiek
| Olympiër                                                                                               | Discipline               | Resultaat | Prestatie |
| Ritmisch                                                                                               | Ritmisch                 | Ritmisch  | Ritmisch |
| --- | ------------------------ | --------- | --- |
| Hanna Bezsonova                                                                                        | individueel (v)          | Brons     | kwalificatie: 3de hoepel: 4de met 25,900 punten bal: 2de met 26,750 punten knotsen: 1ste met 26,750 punten lint: 3de met 25,325 punten totaal: 104,725 punten finale: 3de hoepel: 3de met 26,500 punten bal: 4de met 26,525 punten knotsen: 2de met 26,950 punten lint: 2de met 26,725 punten totaal: 106,700 punten |
| Nataliya Hodunko                                                                                       | individueel (v)          | 5e        | kwalificatie: 4de hoepel: 3de met 25,975 punten bal: 5de met 25,900 punten knotsen: 3de met 26,075 punten lint: 4de met 24,800 punten totaal: 102,750 punten finale: 5de hoepel: 5de met 25,500 punten bal: 5de met 25,800 punten knotsen: 4de met 26,375 punten lint: 4de met 26,125 punten totaal: 103,800 punten  |
| Maria Bila Yulia Chernova Olena Dzyubchuk Yelyzaveta Karabash Inga Kozhokhina Oksana Paslas            | team(v)                  | Brons     | kwalificatie: 9de lint: 10de met 19,350 punten hoepel/bal: 8ste met 22,800 punten totaal: 42,150 punten |
| Trampoline                                                                                             |                          |           | |
| Yuri Nikitin                                                                                           | mannen                   | Goud      | kwalificatie: 2de met 69,00 punten finale: 1ste met 41,50 punten |
| |                          |           | |
| Olena Movchan                                                                                          | vrouwen                  | 5e        | kwalificatie: 3de met 65,80 punten finale: 5de met 37,60 punten |
| Turnen                                                                                                 |                          |           | |
| Valeriy Honcharov                                                                                      | brug (m)                 | Goud      | kwalificatie: 7de met 9,737 punten finale: 1ste met 9,787 punten |
| Vadym Kuvakin                                                                                          | brug (m)                 | 65e       | kwalificatie: 65ste met 8,912 punten |
| Ruslan Mezentsev                                                                                       | brug (m)                 | 43e       | kwalificatie: 43ste met 9,437 punten |
| Andriy Mykhailychenko                                                                                  | brug (m)                 | 32e       | kwalificatie: 32ste met 9,575 punten |
| Roman Zozulia                                                                                          | brug (m)                 | 10e       | kwalificatie: 10de met 9,712 punten |
| Valeriy Honcharov                                                                                      | paard voltige (m)        | 37e       | kwalificatie: 37ste met 9,425 punten |
| Vadym Kuvakin                                                                                          | paard voltige (m)        | 41e       | kwalificatie: 41ste met 9,337 punten |
| Ruslan Mezentsev                                                                                       | paard voltige (m)        | 37e       | kwalificatie: 37ste met 9,425 punten |
| Andriy Mykhailychenko                                                                                  | paard voltige (m)        | 71e       | kwalificatie: 71ste met 8,650 punten |
| Roman Zozulia                                                                                          | paard voltige (m)        | 25e       | kwalificatie: 25ste met 9,562 punten |
| Yevhen Bohonosiuk                                                                                      | rekstok (m)              | 38e       | kwalificatie: 38ste met 9,525 punten |
| Valeriy Honcharov                                                                                      | rekstok (m)              | 8e        | kwalificatie: 6de met 9,737 punten finale: 8ste met 8,887 punten |
| Ruslan Mezentsev                                                                                       | rekstok (m)              | 64e       | kwalificatie: 64ste met 9,037 punten |
| Andriy Mykhailychenko                                                                                  | rekstok (m)              | 74e       | kwalificatie: 74ste met 8,300 punten |
| Roman Zozulia                                                                                          | rekstok (m)              | 45e       | kwalificatie: 45ste met 9,450 punten |
| Yevhen Bohonosiuk                                                                                      | rekstok (m)              | 52e       | kwalificatie: 52ste met 9,437 punten |
| Vadym Kuvakin                                                                                          | rekstok (m)              | 35e       | kwalificatie: 35ste met 9,600 punten |
| Ruslan Mezentsev                                                                                       | rekstok (m)              | 18e       | kwalificatie: 18de met 9,687 punten |
| Roman Zozulia                                                                                          | rekstok (m)              | 9e        | kwalificatie: 9de met 9,725 punten |
| Yevhen Bohonosiuk                                                                                      | sprong (m)               | 74e       | kwalificatie: 74ste met 8,962 punten |
| Vadym Kuvakin                                                                                          | sprong (m)               | 16e       | kwalificatie: 26ste met 9,500 punten |
| Ruslan Mezentsev                                                                                       | sprong (m)               | 32e       | kwalificatie: 32ste met 9,475 punten |
| Andriy Mykhailychenko                                                                                  | sprong (m)               | 19e       | kwalificatie: 19de met 9,550 punten |
| Roman Zozulia                                                                                          | sprong (m)               | 53e       | kwalificatie: 53ste met 9,337 punten |
| Yevhen Bohonosiuk                                                                                      | vloer (m)                | 30e       | kwalificatie: 30ste met 9,500 punten |
| Vadym Kuvakin                                                                                          | vloer (m)                | 32e       | kwalificatie: 32ste met 9,475 punten |
| Ruslan Mezentsev                                                                                       | vloer (m)                | 17e       | kwalificatie: 17de met 9,650 punten |
| Andriy Mykhailychenko                                                                                  | vloer (m)                | 45e       | kwalificatie: 45ste met 9,337 punten |
| Roman Zozulia                                                                                          | vloer (m)                | 31e       | kwalificatie: 31ste met 9,487 punten |
| Yevhen Bohonosiuk                                                                                      | individuele meerkamp (m) | 74e       | kwalificatie: 74ste met 37,424 punten |
| Valeriy Honcharov                                                                                      | individuele meerkamp (m) | 81e       | kwalificatie: 81ste met 28,899 punten |
| Vadym Kuvakin                                                                                          | individuele meerkamp (m) | 56e       | kwalificatie: 56ste met 46,824 punten |
| Ruslan Mezentsev                                                                                       | individuele meerkamp (m) | 16e       | kwalificatie: 13de met 56,711 punten finale: 16de met 56,060 punten |
| Andriy Mykhailychenko                                                                                  | individuele meerkamp (m) | 63e       | kwalificatie: 63ste met 45,412 punten |
| Roman Zozulia                                                                                          | individuele meerkamp (m) | 10e       | kwalificatie: 8ste met 57,273 punten finale: 10de met 56,999 punten |
| Yevhen Bohonosiuk Valeriy Honcharov Vadym Kuvakin Ruslan Mezentsev Andriy Mykhailychenko Roman Zozulia | meerkamp team (m)        | 7e        | kwalificatie: 5de met 228,382 punten finale: 7de met 168,244 punten |
| |                          |           | |
| Mirabella Akhunu                                                                                       | balk (v)                 | 71e       | kwalificatie: 71ste met 8,350 punten |
| Alina Kozich                                                                                           | balk (v)                 | 23e       | kwalificatie: 23ste met 9,300 punten |
| Iryna Krasnianska                                                                                      | balk (v)                 | 29e       | kwalificatie: 29ste met 9,112 punten |
| Alona Kvasha                                                                                           | balk (v)                 | 37e       | kwalificatie: 37ste met 8,987 punten |
| Iryna Yarotska                                                                                         | balk (v)                 | 14e       | kwalificatie: 14de met 9,475 punten |
| Mirabella Akhunu                                                                                       | brug (v)                 | 80e       | kwalificatie: 80ste met 8,187 punten |
| Alina Kozich                                                                                           | brug (v)                 | 46e       | kwalificatie: 46ste met 9,237 punten |
| Iryna Krasnianska                                                                                      | brug (v)                 | 11e       | kwalificatie: 11de met 9,575 punten |
| Alona Kvasha                                                                                           | brug (v)                 | 65e       | kwalificatie: 65ste met 8,850 punten |
| Iryna Yarotska                                                                                         | brug (v)                 | 59e       | kwalificatie: 59ste met 9,037 punten |
| Mirabella Akhunu                                                                                       | sprong (v)               | 31e       | kwalificatie: 31ste met 9,237 punten |
| Alina Kozich                                                                                           | sprong (v)               | 13e       | kwalificatie: 13de met 9,387 punten |
| Alona Kvasha                                                                                           | sprong (v)               | 6e        | kwalificatie: 10de met 9,412 punten finale: 6de met 9,343 punten |
| Olha Shcherbatykh                                                                                      | sprong (v)               | 11e       | kwalificatie: 11de met 9,400 punten |
| Iryna Yarotska                                                                                         | sprong (v)               | 29e       | kwalificatie: 29ste met 9,262 punten |
| Mirabella Akhunu                                                                                       | vloer (v)                | 12e       | kwalificatie: 12de met 9,475 punten |
| Alina Kozich                                                                                           | vloer (v)                | 8e        | kwalificatie: 6de met 9,562 punten finale: 8ste met 8,500 punten |
| Alona Kvasha                                                                                           | vloer (v)                | 14e       | kwalificatie: 14de met 9,462 punten |
| Olha Shcherbatykh                                                                                      | vloer (v)                | 44e       | kwalificatie: 44ste met 9,087 punten |
| Iryna Yarotska                                                                                         | vloer (v)                | 22e       | kwalificatie: 22ste met 9,375 punten |
| Mirabella Akhunu                                                                                       | individuele meerkamp (v) | 49e       | kwalificatie: 49ste met 35,249 punten |
| Alina Kozich                                                                                           | individuele meerkamp (v) | 8e        | kwalificatie: 10de met 37,486 punten finale: 11de met 37,049 punten |
| Iryna Krasnianska                                                                                      | individuele meerkamp (v) | 86e       | kwalificatie: 86ste met 18,687 punten |
| Alona Kvasha                                                                                           | individuele meerkamp (v) | 29e       | kwalificatie: 21ste met 36,711 punten |
| Olha Shcherbatykh                                                                                      | individuele meerkamp (v) | 44e       | kwalificatie: 87ste met 18,487 punten |
| Iryna Yarotska                                                                                         | individuele meerkamp (v) | 6e        | kwalificatie: 15de met 37,149 punten finale: 6de met 37,687 punten |
| Mirabella Akhunu Alina Kozich Iryna Krasnianska Alona Kvasha Olha Shcherbatykh Iryna Yarotska          | meerkamp team (v)        | 4e        | kwalificatie: 5de met 148,908 punten finale: 4de met 112,309 punten |

### Handbal
| Olympiër | Discipline | Resultaat | Prestatie |
| --- | ---------- | --------- | --- |
| Anastasiia Pidpalova Nataliya Borysenko Ganna Burmystrova Iryna Honcharova Nataliya Lyapina Galyna Markushevska Olena Radchenko Oxana Rayhel Lyudmyla Shevchenko Tetyana Shynkarenko Ganna Siukalo Olena Tsyhytsia Maryna Vergelyuk Olena Yatsenko Larysa Zaspa | vrouwen    | Brons     | groep B: 1ste W van China: 26-21 W van Brazilië: 21-19 W van Griekenland: 29-20 W van Hongarije: 23-22 kwartfinale: W van Spanje: 25-23 halve finale: V van Denemarken: 20-29 bronzen finale: W van Frankrijk: 21-18 |

| Groep B |             |             |             |             |             |            |            |            |        |
| #       | Land        | Wedstrijden | Wedstrijden | Wedstrijden | Wedstrijden | Doelpunten | Doelpunten | Doelpunten | Punten |
| #       | Land        | G           | W           | G           | V           | V          | T          | Saldo      | Punten |
| 1       | Oekraïne    | 4           | 4           | 0           | 0           | 99         | 82         | +17        | 8      |
| 2       | Hongarije   | 4           | 3           | 0           | 1           | 118        | 93         | +25        | 6      |
| 3       | China       | 4           | 2           | 0           | 2           | 106        | 90         | +16        | 4      |
| 4       | Brazilië    | 4           | 1           | 0           | 3           | 97         | 105        | -8         | 2      |
| 5       | Griekenland | 4           | 0           | 0           | 4           | 74         | 124        | -50        | 0      |

| Ronde          | Datum  | Plaats    | Land  | Score       | Land |
| -------------- | ------ | --------- | ----- | ----------- | ---- |
| Groepsfase     |        |           |       |             |      |
| 17 augustus    | Athene | Oekraïne  | 26-21 | China       |      |
| 19 augustus    | Athene | Brazilië  | 19-21 | Oekraïne    |      |
| 21 augustus    | Athene | Oekraïne  | 29-20 | Griekenland |      |
| 23 augustus    | Athene | Hongarije | 22-23 | Oekraïne    |      |
| Kwartfinale    |        |           |       |             |      |
| 26 augustus    | Athene | Oekraïne  | 25-23 | Spanje      |      |
| Halve finale   |        |           |       |             |      |
| 27 augustus    | Athene | Oekraïne  | 20-29 | Denemarken  |      |
| Bronzen finale |        |           |       |             |      |
| 28 augustus    | Athene | Oekraïne  | 21-18 | Frankrijk   |      |

### Judo
| Olympiër             | Discipline | Resultaat | Prestatie |
| -------------------- | ---------- | --------- | --- |
| Moesa Nastoejev      | -66kg (m)  | 21e       | 1ste ronde: V van POR Pina: ippon |
| Hennadi Bilodid      | -73kg (m)  | 9e        | 1ste ronde: vrij 2de ronde: W van EGY Awad: walk-over 3de ronde: W van ALG Yagoubi: ippon kwartfinale: V van KOR Lee: ippon herkansingen: V van USA Pedro: waza-ari                                              |
| Roman Hontjoek       | -81kg (m)  | Zilver    | 1ste ronde: W van MAR Belgaid: ippon 2de ronde: W van IRI Chahkhandagh: ippon kwartfinale: W van GER Wanner: ippon halve finale: W van POL Krawczyk: ippon finale: V van GRE Iliadis: ippon                      |
| Valentyn Hrekov      | -90kg (m)  | 17e       | 1ste ronde: W van ESP Alarza: waza-ari 2de ronde: V van ARG Costa: waza-ari |
| Vitali Boebon        | -100kg (m) | 21e       | 1ste ronde: vrij 2de ronde: V van CUB Despaigne: waza-ari |
| Vitali Polyansky     | -73kg (m)  | 13e       | 1ste ronde: vrij 2de ronde: W van EGY El Shehaby: ippon 3de ronde: V van ITA Bianchessi: waza-ari herkansingen: V van KOR Kim: ippon                                                                             |
|                      |            |           | |
| Anastasija Matrosova | -78kg (m)  | 5e        | 1ste ronde: W van KOR Lee: ippon 2de ronde: W van GRE Akritidou: ippon kwartfinale: W van GBR Wilding: ippon halve finale: V van CHN Liu: koka bronzen finale: V van ITA Morico: ippon                           |
| Marina Prokofjeva    | +78kg (m)  | 5e        | 1ste ronde: vrij 2de ronde: W van MGL Dolgormaa: waza-ari kwartfinale: V van JPN Tsukada: ippon herkansingen: W van AUS Malone: ippon herkansingen 2: W van KOR Choi: ippon bronzen finale: V van CHN Sun: ippon |

### Kanovaren
| Olympiër                                                           | Discipline    | Resultaat | Prestatie                                                  |
| ------------------------------------------------------------------ | ------------- | --------- | ---------------------------------------------------------- |
| Joerij Tsjeban                                                     | C-1 500m (m)  | 15e       | serie 1: 6de in 2.00,238 halve finale 1: 6de in 1.53,385   |
| Joerij Tsjeban                                                     | C-1 1000m (m) | DSQ       | serie 3: 6de in 4.00,637 halve finale 2: gediskwalificeerd |
| Maksym Prokopenko Roeslan Dzjalilov                                | C-2 500m (m)  | 10e       | serie 1: 5de in 1.44,532 halve finale 1: 4de in 1.42,860   |
| Maksym Prokopenko Roeslan Dzjalilov                                | C-2 500m (m)  | 12e       | serie 2: 6de in 3.36,075 halve finale 1: 6de in 3.35,740   |
|                                                                    |               |           |                                                            |
| Inna Osypenko Tetjana Semykina Hanna Balabanova Olena Tsjerevatova | K-4 500m (m)  | Brons     | serie 2: 2de in 1.33,057 finale: 3de in 1.36,192           |

### Moderne vijfkamp
| Olympiër               | Discipline | Resultaat | Prestatie |
| ---------------------- | ---------- | --------- | --- |
| Viktorija Teresjtsjoek | vrouwen    | 7e        | schietsport: 11de met 178 punten schermen: 29ste met 11 overwinningen zwemmen: 9de in 2.19,98 paardensport: 15de met 84 strafpunten atletiek: 2de in 10.44,68 totaal: 5256 punten |

### Roeien
| Olympiër                                                            | Discipline      | Resultaat | Prestatie                                                                    |
| ------------------------------------------------------------------- | --------------- | --------- | ---------------------------------------------------------------------------- |
| Serhiy Biloushchenko Serhiy Hryn Oleh Lykov Leonid Shaposhnykov     | dubbel-vier (m) | Brons     | serie 3: 2de in 5.43,23 halve finale 1: 3de in 5.44,0 finale: 3de in 5.58,87 |
|                                                                     |                 |           |                                                                              |
| Nataliya Huba Svitlana Maziy                                        | dubbel-twee (v) | 6e        | serie 1: 3de in 7.39,02 finale: 6de in 7.21,78                               |
| Yana Dementyeva Tetiana Kolesnikova Olena Olefirenko Olena Ronzhyna | dubbel-vier (v) | DSQ       | serie 1: 4de in 6.21,24 herkansingen: 2de in 6.24,64 finale: 3de in 6.34,31  |

### Schermen
| Olympiër                                                | Discipline     | Resultaat | Prestatie |
| ------------------------------------------------------- | -------------- | --------- | --- |
| Maksym Chvorost                                         | degen (m)      | 24e       | 1ste ronde: vrij 2de ronde: V van KOR Lee: 11-15 |
| Dmitti Karoestsjenko                                    | degen (m)      | 16e       | 1ste ronde: W van ALG Daidj: 15-6 2de ronde: W van AUT Marik: 15-7 3de ronde: V van GER Strigel: 12-15 |
| Bohdan Nikisjin                                         | degen (m)      | 34e       | 1ste ronde: V van ROU Nyisztor: 6-15 |
| Vitali Osjarov Bohdan Nikisjin Dmitti Karoetsjenko      | degen team (m) | 5e        | 1ste ronde: V van Hongarije: 35-38 5-8ste plek: W van Egypte: 45-36 5-6de plek: W van Verenigde Staten: 45-33 |
| Vladimir Kaloejny                                       | sabel (m)      | 16e       | 1ste ronde: vrij 2de ronde: W van RUS Dyachenko: 15-10 3de ronde: V van BLR Lapkes: 9-15 |
| Vladimir Loekasjenko                                    | sabel (m)      | 5e        | 1ste ronde: vrij 2de ronde: W van BRA Agresta: 15-14 3de ronde: W van THA Kothny: 15-11 kwartfinale: V van UKR Tretjak: 12-15                                                                                      |
| Vladislav Tretjak                                       | sabel (m)      | Brons     | 1ste ronde: vrij 2de ronde: W van HUN Lengyel: 15-12 3de ronde: W van ITA Tarantino: 15-8 kwartfinale: W van UKR Loekasjenko: 15-12 halve finale: V van HUN Nemcsik: 11-15 bronzen finale: W van BLR Lapkes: 15-11 |
| Oleh Sjtoerbabin Vladimir Kaloejny Vladimir Loekasjenko | sabel team (m) | 6e        | 1ste ronde: V van Italië: 44-45 5-8ste plek: W van Griekenland: 45-39 5-6de plek: V van Hongarije: 40-45 |
|                                                         |                |           | |
| Nadija Kazimirstjoek                                    | degen (v)      | 23e       | 1ste ronde: vrij 2de ronde: V van CHN Zhang: 9-10 |
| Darja Nedesjkovskaia                                    | sabel (v)      | 23e       | 1ste ronde: V van FRA Argiolas: 9-15 |

### Schietsport
| Olympiër                | Discipline                 | Resultaat | Prestatie                                                                     |
| ----------------------- | -------------------------- | --------- | ----------------------------------------------------------------------------- |
| Artur Ayvazyan          | 10m luchtgeweer (m)        | 22e       | kwalificatie: 22ste met 591 punten (99-97-99-100-98-98)                       |
| Yuriy Sukhorukov        | 10m luchtgeweer (m)        | 24e       | kwalificatie: 24ste met 590 punten (99-99-99-96-98-99)                        |
| Artur Ayvazyan          | 50m geweer 3 houdingen (m) | 7e        | kwalificatie: 4de met 1166 punten (396-380-390) finale: 7de met 1261,0 punten |
| Yuriy Sukhorukov        | 50m geweer 3 houdingen (m) | 26e       | kwalificatie: 26ste met 1154 punten (390-378-386)                             |
| Artur Ayvazyan          | 50m geweer liggend (m)     | 9e        | kwalificatie: 9de met 594 punten (99-100-100-99-99-97)                        |
| Yuriy Sukhorukov        | 50m geweer liggend (m)     | 32e       | kwalificatie: 32ste met 590 punten (99-100-99-98-95-99)                       |
| Viktor Makarov          | 50m pistool (m)            | 10e       | kwalificatie: 10de met 558 punten (95-94-94-92-91-92)                         |
| Oleh Tkachov            | 25m snelvuurpistool (m)    | 4e        | kwalificatie: 5de met 587 punten (297-290) finale: 4de met 688,7 punten       |
| Viktor Makarov          | 10m luchtpistool (m)       | 17e       | kwalificatie: 17de met 578 punten (96-99-99-94-96-94)                         |
| Mykola Milchev          | skeet (m)                  | 9e        | kwalificatie: 9de met 121 punten (23-25-24-24-25)                             |
| Vladyslav Prianishnikov | 10m bewegend doel (m)      | 7e        | kwalificatie: 7de met 575 punten (293-282)                                    |
|                         |                            |           |                                                                               |
| Natallia Kalnysh        | 10m luchtgeweer (v)        | 14e       | kwalificatie: 14de met 394 punten (98-100-99-97)                              |
| Lessia Leskiv           | 10m luchtgeweer (v)        | 14e       | kwalificatie: 14de met 394 punten (97-98-100-99)                              |
| Natallia Kalnysh        | 50m geweer 3 houdingen (v) | 8e        | kwalificatie: 8ste met 579 punten (194-187-198) finale: 8ste met 677,2 punten |
| Lessia Leskiv           | 50m geweer 3 houdingen (v) | 13e       | kwalificatie: 13de met 575 punten (192-190-193)                               |
| Yuliya Korostylova      | 25m pistool (v)            | 26e       | kwalificatie: 26ste met 570 punten (283-287)                                  |
| Olena Kostevych         | 25m pistool (v)            | 27e       | kwalificatie: 27ste met 569 punten (282-287)                                  |
| Yuliya Korostylova      | 10m luchtpistool (v)       | 10e       | kwalificatie: 10de met 382 punten (99-92-97-94)                               |
| Olena Kostevych         | 10m luchtpistool (v)       | Goud      | kwalificatie: 8ste met 384 punten (96-96-96-96) finale: 1ste met 483,3 punten |
| Viktoria Chuyko         | trap (v)                   | 15e       | kwalificatie: 15de met 54 punten (14-22-18)                                   |

### Schoonspringen
| Olympiër                       | Discipline              | Resultaat | Prestatie                                                                                             |
| ------------------------------ | ----------------------- | --------- | --- |
| Dmytro Lysenko                 | 3m plank (m)            | 11e       | voorronde: 11de met 419,16 punten halve finale: 11de met 638,73 punten finale: 11de met 629,64 punten |
| Joeri Sjljachov                | 3m plank (m)            | 26e       | voorronde: 26ste met 377,19 punten                                                                    |
| Roman Volodkov                 | 10m toren (m)           | 21e       | voorronde: 21ste met 403,59 punten                                                                    |
| Anton Zacharov                 | 10m toren (m)           | 16e       | voorronde: 16de met 420,30 punten halve finale: 16de met 596,07 punten                                |
| Roman Volodokov Anton Zacharov | 10m toren synchroon (m) | 4e        | 357,66 punten                                                                                         |
|                                |                         |           | |
| Olena Fedorova                 | 3m plank (v)            | 13e       | voorronde: 11de met 419,16 punten halve finale: 11de met 638,73 punten                                |
| Hanna Sorokina                 | 3m plank (v)            | 16e       | voorronde: 26ste met 377,19 punten halve finale: 11de met 638,73 punten                               |
| Olha Leonova                   | 10m toren (v)           | 23e       | voorronde: 23ste met 271,92 punten                                                                    |
| Olena Zjoepina                 | 10m toren (v)           | 9e        | voorronde: 1ste met 371,10 punten halve finale: 4de met 543,57 punten finale: 9de met 497,70 punten   |

### Synchroonzwemmen
| Olympiër                       | Discipline | Resultaat | Prestatie |
| ------------------------------ | ---------- | --------- | --- |
| Iryna Hayvoronska Daria Iushko | duet       | 11e       | technische routine: 10de met 45,417 punten vrije routine: 10de met 91,501 punten finale: 11de met 91,251 punten |

### Taekwondo
| Olympiër             | Discipline | Resultaat | Prestatie |
| -------------------- | ---------- | --------- | --- |
| Oleksandr Shaposhnyk | -58kg (m)  | 7e        | voorronde: W van YEM Abdullah: 7-5 kwartfinale: V van MEX Salazar: 2-6 herkansingen: V van DOM Mercedes: walk-over |

### Tennis
| Olympiër                              | Discipline     | Resultaat | Prestatie                                                                            |
| ------------------------------------- | -------------- | --------- | ------------------------------------------------------------------------------------ |
| Tetyana Perebiynis                    | enkelspel (m)  | 17e       | 1ste ronde: W van MAD Randriantefy: 6-3, 6-4 2de ronde: V van JPN Sugiyama: 5-7, 4-6 |
| Yuliya Beygelzimer Tetyana Perebiynis | dubbelspel (m) | 17e       | 1ste ronde: V van USA Navratilova/Raymond: 0-6, 2-6                                  |

### Triatlon
| Olympiër               | Discipline | Resultaat | Prestatie      |
| ---------------------- | ---------- | --------- | -------------- |
| Andrij Hloesjtsjenko   | mannen     | DNF       | niet gefinisht |
| Volodymyr Polikarpenko | mannen     | 30e       | 1:57.39,28     |

### Wielersport
| Olympiër                                                        | Discipline                    | Resultaat | Prestatie                                                                         |
| Baan                                                            | Baan                          | Baan      | Baan                                                                              |
| --------------------------------------------------------------- | ----------------------------- | --------- | --------------------------------------------------------------------------------- |
| Volodymyr Djoedja                                               | individuele achtervolging (m) | 7e        | kwalificatie: W van GER Lademann: 4.18,169 1ste ronde: V van GBR Hayles: 4.22,720 |
| Vasyl Yakovlev                                                  | puntenkoers (m)               | 19e       | 3 punten                                                                          |
| Volodymyr Rybin Vasyl Yakovlev                                  | ploegkoers (m)                | 5e        | 9 punten                                                                          |
| Volodymyr Dyudya Roman Kononenko Sergiy Matveyev Vitaliy Popkov | ploegachtervolging (m)        | 6e        | kwalificatie: 6de in 4.07,175 1ste ronde: V van Spanje: 4.05,266                  |
|                                                                 |                               |           |                                                                                   |
| Lyudmyla Vypyraylo                                              | puntenkoers (v)               | 18e       | -20 punten                                                                        |
| Mountainbike                                                    |                               |           |                                                                                   |
| Sergej Rysenko                                                  | mannen                        | 36e       | 2:33.10                                                                           |
| Weg                                                             |                               |           |                                                                                   |
| Serhij Hontsjar                                                 | tijdrit (m)                   | 22e       | 1:00.44,31                                                                        |
| Yuriy Krivtsov                                                  | tijdrit (m)                   | 11e       | 59.49,40                                                                          |
| Volodymyr Doema                                                 | wegwedstrijd (m)              | DNF       | niet gefinisht                                                                    |
| Serhij Hontsjar                                                 | wegwedstrijd (m)              | 21e       | 5:41.56                                                                           |
| Joeri Krivtsov                                                  | wegwedstrijd (m)              | DNF       | niet gefinisht                                                                    |
| Jaroslav Popovytsj                                              | wegwedstrijd (m)              | 68e       | 5:50.35                                                                           |
| Kyrylo Pospjejev                                                | wegwedstrijd (m)              | 23e       | 5:41.56                                                                           |
|                                                                 |                               |           |                                                                                   |
| Natalija Katjaalka                                              | tijdrit (v)                   | 24e       | 35.01,05                                                                          |
| Valentyna Karpenko                                              | wegwedstrijd (v)              | 43e       | 3:33.35                                                                           |
| Natalija Kastjalka                                              | wegwedstrijd (v)              | 36e       | 3:28.39                                                                           |
| Iryna Tsjoezjynova                                              | wegwedstrijd (v)              | 23e       | 3:25.42                                                                           |

### Worstelen
| Olympiër             | Discipline  | Resultaat   | Prestatie |
| Vrije stijl          | Vrije stijl | Vrije stijl | Vrije stijl |
| -------------------- | ----------- | ----------- | --- |
| Oleksandr Zakharuk   | -55kg (m)   | 7e          | groep 5: 1ste W van KAZ Orazgaliyev: 3-1 W van BLR Kantoyeu: 3-1 kwartfinale: V van RUS Batirov: 0-3                                                                         |
| Vasyl Fedoryshyn     | -60kg (m)   | 4e          | groep 1: 1ste W van HUN Wöller: 3-0 W van KGZ Uulu: 3-1 kwartfinale: W van CAN Sissaouri: 3-0 halve finale: V van CUB Quintana: 1-3 bronzen finale: V van JPN Inoue: 1-3     |
| Elbrus Tedeyev       | -66kg (m)   | Goud        | groep 4: 1ste W van CUB Rondon: 3-1 W van GEO Tushishvili: 5-0 kwartfinale: W van GRE Taskoudis: 3-1 halve finale: W van KAZ Spiridonov: 3-1 finale: W van USA Kelly: 3-1    |
| Taras Danko          | -84kg (m)   | 7e          | groep 5: 1ste W van ARM Aghaev: 5-0 V van TUR Yavaşer: 3-0 kwartfinale: V van KOR Moon: 1-3                                                                                  |
| Vadim Tasoyev        | -96kg (m)   | 14e         | groep 5: 2de W van SUI Scherrer: 5-1 V van RUS Gatsalov: 0-3 |
| Serhii Priadun       | -120kg (m)  | 20e         | groep 3: 3de V van CUB Rodriguez: 0-3 V van GRE Batzelas: 0-3 |
|                      |             |             | |
| Irini Merleni        | -48kg (v)   | Goud        | groep 3: 1ste W van TUN Louati: 4-0 W van TJK Karamchakova: 4-0 W van GRE Psatha: 4-0 halve finale: W van USA Miranda: 3-0 finale: W van JPN Icho: 3-1                       |
| Tetyana Lazareva     | -55kg (v)   | 8e          | groep 2: 3de W van SWE Karlsson: 4-2 V van PUR Fonseca: 0-4 |
| Lyudmyla Holovchenko | -63kg (v)   | 8e          | groep 4: 3de V van JPN Icho: 0-4 W van RUS Kartashova: 0-3 |
| Svetlana Saenko      | -72kg (v)   | 4e          | groep 2: 1ste W van GRE Vryoni: 7-1 W van MGL Burmaa: 3-0 halve finale: V van RUS Manyurova: 0-4 bronzen finale: V van JPN Hamaguchi: 0-3                                    |
| Grieks-Romeins       |             |             | |
| Oleksiy Vakulenko    | -55kg (m)   | 4e          | groep 4: 1ste W van CZE Švehla: 4-0 W van USA Hall: 3-0 kwartfinale: W van GEO Chochua: 14-0 halve finale: V van HUN Majoros: 1-2 bronzen finale: V van GRE Kiouregkian: 1-6 |
| Oleksiy Vakulenko    | -60kg (m)   | 17e         | groep 3: 3de V van BUL Armen Nazarjan: 1-3 V van EGY El-Gharably: 3-12 |
| Armen Vardanyan      | -66kg (m)   | 5e          | groep 5: 2de V van TUR Eroglu: 0-3 W van GEO Kvirkelia: 5-0 W van COL Izquierdo: 4-0                                                                                         |
| Volodymyr Shatskykh  | -74kg (m)   | 13e         | groep 5: 3de W van SWE Babulfath: 5-0 V van GER Schneider: 0-4 V van RUS Samurgashev: 0-3                                                                                    |
| Oleksandr Daragan    | -84kg (m)   | 6e          | groep 5: 2de W van BUL Metodiev: 5-0 W van EST Thomberg: 3-0 V van TUR Yerlikaya: 0-3                                                                                        |
| David Saldadze       | -96kg (m)   | 6e          | groep 2: 3de V van GER Englich: 1-3 V van GEO Nozadze: 1-3 |

### Zeilen
| Olympiër                                          | Discipline  | Resultaat | Prestatie                                       |
| ------------------------------------------------- | ----------- | --------- | ----------------------------------------------- |
| Maksym Oberemko                                   | mistral (m) | 17e       | 146 punten: (20-14-7-13-20-20-DSQ-9-26-11-6)    |
| Yevhen Braslavets Ihor Matviyenko                 | 470 (m)     | 9e        | 106 punten: (10-4-1-DNF-8-7-18-12-13-24-9)      |
|                                                   |             |           |                                                 |
| Olha Maslivets                                    | mistral (v) | 10e       | 103 punten: (5-4-11-12-10-DSQ-8-9-11-13-20)     |
| Hanna Kalinina Svitlana Matevusheva Ruslana Taran | yngling (v) | Zilver    | 50 punten: (10-3-9-3-7-2-2-RDG-1-16-5)          |
|                                                   |             |           |                                                 |
| Yuriy Orlov                                       | laser       | 36e       | 314 punten: (36-32-23-29-24-36-40-36-35-30-33)  |
| George Leonchuk Rodion Luka                       | 49er        | Zilver    | 72 punten: (4-15-3-7-2-10-7-5-9-5-3-10-6-5-3-3) |

### Zwemmen
| Olympiër                                                                                | Discipline            | Resultaat | Prestatie                                                                           |
| --------------------------------------------------------------------------------------- | --------------------- | --------- | ----------------------------------------------------------------------------------- |
| Slava Shyrshov                                                                          | 50m vrije slag (m)    | 28e       | serie 10: 7de in 22,96                                                              |
| Oleksandr Volynets                                                                      | 50m vrije slag (m)    | 7e        | serie 11: 3de in 22,41 halve finale 2: 4de in 22,18 finale: 7de in 22,26            |
| Yuriy Yehoshyn                                                                          | 100m vrije slag (m)   | 17e       | serie 6: 3de in 49,73                                                               |
| Dmytro Vereitynov                                                                       | 200m vrije slag (m)   | 27e       | serie 4: 1ste in 1.51,38                                                            |
| Serhiy Fesenko                                                                          | 400m vrije slag (m)   | 21e       | serie 4: 6de in 3.53,41                                                             |
| Ihor Chervynskiy                                                                        | 1500m vrije slag (m)  | 10e       | serie 4: 2de in 15.12,58                                                            |
| Volodymyr Nikolaichuk                                                                   | 100m rugslag (m)      | 27e       | serie 4: 8ste in 56,62                                                              |
| Volodymyr Nikolaichuk                                                                   | 100m rugslag (m)      | 25e       | serie 2: 4de in 2.03,21                                                             |
| Oleh Lisohor                                                                            | 100m schoolslag (m)   | 8e        | serie 8: 3de in 1.01,21 halve finale 2: 2de in 1.01,07 finale: 8ste in 1.02,42      |
| Valeriy Dymo                                                                            | 200m schoolslag (m)   | 20e       | serie 3: 2de in 2.15,52                                                             |
| Andriy Serdinov                                                                         | 100m vlinderslag (m)  | Brons     | serie 6: 1ste in 52,05 halve finale 1: 1ste in 51,74 (OR) finale: 3de in 51,36 (ER) |
| Denys Sylantiev                                                                         | 100m vlinderslag (m)  | 21e       | serie 6: 4de in 53,46                                                               |
| Serhiy Advena                                                                           | 200m vlinderslag (m)  | 13e       | serie 3: 4de in 1.58,41 halve finale 1: 7de in 1.58,11                              |
| Denys Sylantiev                                                                         | 200m vlinderslag (m)  | 10e       | serie 3: 5de in 1.58,44 halve finale 2: 6de in 1.56,93                              |
| Serhiy Serhieiev                                                                        | 200m wisselslag (m)   | 22e       | serie 4: 3de in 2.03,26                                                             |
| Dmytro Nazarenko                                                                        | 400m wisselslag (m)   | 26e       | serie 4: 7de in 4.26,15                                                             |
| Pavlo Khnykin Andriy Serdinov Denys Syzonenko Yuriy Yegoshin                            | 4x100m vrije slag (m) | 10e       | serie 2: 5de in 3.18,95 (NR)                                                        |
| Serhiy Advena Serhiy Fesenko Maksym Kokosha Dmytro Vereitinov                           | 4x200m vrije slag (m) | 12e       | serie 1: 6de in 7.24,13                                                             |
| Valeriy Dymo Pavlo Illichov Oleh Lisohor Andriy Serdinov Denys Sylantyev Yuriy Yegoshin | 4x100m wisselslag (m) | 6e        | serie 1: 2de in 3.38,85 finale: 6de in 3.36,87                                      |
|                                                                                         |                       |           |                                                                                     |
| Olha Mukomol                                                                            | 50m vrije slag (v)    | 23e       | serie 8: 8ste in 25,96                                                              |
| Olha Mukomol                                                                            | 100m vrije slag (v)   | 31e       | serie 4: 6de in 57,12                                                               |
| Olena Lapunova                                                                          | 200m vrije slag (v)   | 22e       | serie 3: 1ste in 2.02,71                                                            |
| Olha Beresneva                                                                          | 400m vrije slag (v)   | 38e       | serie 2: 8ste in 4.26,30                                                            |
| Olha Beresneva                                                                          | 800m vrije slag (v)   | 20e       | serie 2: 7de in 8.57,96                                                             |
| Iryna Amshennikova                                                                      | 100m rugslag (v)      | 19e       | serie 5: 5de in 1.02,57                                                             |
| Iryna Amshennikova                                                                      | 200m rugslag (v)      | 15e       | serie 5: 5de in 2.14,49 halve finale 1: 8ste in 2.14,83                             |
| Svitlana Bondarenko                                                                     | 100m schoolslag (v)   | 7e        | serie 4: 3de in 1.09,35 halve finale 1: 3de in 1.08,28 finale: 7de in 1.08,19       |
| Iryna Maistruk                                                                          | 200m schoolslag (v)   | 29e       | serie 3: 6de in 2.37,42                                                             |
| Kateryna Zubkova                                                                        | 100m vlinderslag (v)  | 30e       | serie 1: 1ste in 1.02,22                                                            |
| Nataliya Samorodina                                                                     | 200m vlinderslag (v)  | 27e       | serie 1: 3de in 2.17,15                                                             |
| Yana Klochkova                                                                          | 200m wisselslag (v)   | Goud      | serie 4: 2de in 2.13,40 halve finale 1: 1ste in 2.13,30 finale: 1ste in 2.11,14     |
| Yana Klochkova                                                                          | 400m wisselslag (v)   | Goud      | serie 4: 1ste in 4.38,36 finale: 1ste in 4.34,83                                    |
| Svitlana Bondarenko Yana Klochkova Olha Mukomol Kateryna Zubkova                        | 4x100m wisselslag (v) | 10e       | serie 1: 5de in 4.09,79                                                             |

Afghanistan · Albanië · Algerije · Amerikaanse Maagdeneilanden · Amerikaans-Samoa · Andorra · Angola · Antigua en Barbuda · Argentinië · Armenië · Aruba · Australië · Azerbeidzjan · Bahama's · Bahrein · Bangladesh · Barbados · België · Belize · Benin · Bermuda · Bhutan · Bolivia · Bosnië en Herzegovina · Botswana · Brazilië · Britse Maagdeneilanden · Brunei · Bulgarije · Burkina Faso · Burundi · Cambodja · Canada · Centraal-Afrikaanse Republiek · Chili · China · Chinees Taipei · Colombia · Comoren · Congo-Brazzaville · Congo-Kinshasa · Cookeilanden · Costa Rica · Cuba · Cyprus · Denemarken · Djibouti · Dominica · Dominicaanse Republiek · Duitsland · Ecuador · Egypte · El Salvador · Equatoriaal-Guinea · Eritrea · Estland · Ethiopië · Fiji · Filipijnen · Finland · Frankrijk · Gabon · Gambia · Georgië · Ghana · Grenada · Griekenland · Groot-Brittannië · Guam · Guatemala · Guinee · Guinee‑Bissau · Guyana · Haïti · Honduras · Hongarije · Hongkong · Ierland · IJsland · India · Indonesië · Irak · Iran · Israël · Italië · Ivoorkust · Jamaica · Japan · Jemen · Jordanië · Kaaimaneilanden · Kaapverdië · Kameroen · Kazachstan · Kenia · Kirgizië · Kiribati · Koeweit · Kroatië · Laos · Lesotho · Letland · Libanon · Liberia · Libië · Liechtenstein · Litouwen · Luxemburg · Macedonië · Madagaskar · Malawi · Malediven · Maleisië · Mali · Malta · Marokko · Mauritanië · Mauritius · Mexico · Micronesië · Moldavië · Monaco · Mongolië · Mozambique · Myanmar · Namibië · Nauru · Nederland · Nederlandse Antillen · Nepal · Nicaragua · Nieuw-Zeeland · Niger · Nigeria · Noord-Korea · Noorwegen · Oeganda · Oekraïne · Oezbekistan · Oman · Oostenrijk · Oost‑Timor · Pakistan · Palau · Palestina · Panama · Papoea-Nieuw-Guinea · Paraguay · Peru · Polen · Portugal · Puerto Rico · Qatar · Roemenië · Rusland · Rwanda · Saint Kitts en Nevis · Saint Lucia · Saint Vincent en Grenadines · Salomonseilanden · Samoa · San Marino · Sao Tomé en Principe · Saoedi-Arabië · Senegal · Servië en Montenegro · Seychellen · Sierra Leone · Singapore · Slovenië · Slowakije · Soedan · Somalië · Spanje · Sri Lanka · Suriname · Swaziland · Syrië · Tadzjikistan · Tanzania · Thailand · Togo · Tonga · Trinidad en Tobago · Tsjaad · Tsjechië · Tunesië · Turkije · Turkmenistan · Uruguay · Vanuatu · Venezuela · Verenigde Arabische Emiraten · Verenigde Staten · Vietnam · Wit-Rusland · Zambia · Zimbabwe · Zuid-Afrika · Zuid-Korea · Zweden · Zwitserland